# Stringer Davis
James Buckley Stringer Davis (Birkenhead, 4 giugno 1899 – Chalfont St Giles, 29 agosto 1973) è stato un attore britannico.
È noto soprattutto per essere stato il marito di Margaret Rutherford, con cui interpretò alcune trasposizioni sullo schermo di Miss Marple, il personaggio creato dalla penna della giallista Agatha Christie.

## Biografia
Stringer Davis nacque a Birkenhead, nel Cheshire, Inghilterra.
Sin dalla gioventù dimostrò tendenze bisessuali, ma tali voci sembrarono acquietarsi quando nel 1945 egli sposò l'attrice e compagna di lavoro Margaret Rutherford, con la quale continuò la propria professione di attore caratterista. Il matrimonio fu felice e i due rimasero uniti sino alla morte di lei nel 1972.
Davis è conosciuto dal grande pubblico principalmente per i suoi ruoli di spalla in vari film e serie televisive, ove solitamente interpretava il ruolo del vecchio gentiluomo inglese. Nei quattro film in cui la Rutherford interpretò Miss Marple, tre dei quali tratti da romanzi di Agatha Christie, Davis recitò nei panni di "Mr. Stringer" accanto alla moglie, della quale si dice fosse particolarmente geloso: per esempio, dopo che un alligatore aveva attaccato il proprio guardiano durante le riprese del film An Alligator Named Daisy (1955), nel quale recitava anche la Rutherford, egli si presentò al fianco del cameraman con un lungo cappotto sotto il quale portava un grande martello.
Morì a Chalfont St Giles nel 1973, un anno dopo la scomparsa dell'adorata moglie. I due coniugi sono sepolti insieme nel cimitero della St. James's Church, a Gerrards Cross, nel Buckinghamshire.

## Filmografia parziale
- Charles and Mary, regia di Joan Temple (1938) - film tv
- The Importance of Being Earnest (1946) - film tv
- Miranda, regia di Ken Annakin (1948)
- The Happiest Days of Your Life, regia di Frank Launder (1950)
- Curtain Up, regia di Ralph Smart (1952)
- Castle in the Air, regia di Henry Cass (1952)
- Miss Robin Hood, regia di John Guillermin (1952)
- Provinciali a Parigi (Innocents in Paris), regia di Gordon Parry (1953)
- Precipitevolissimevolmente (Trouble in Store), regia di John Paddy Carstairs (1953)
- The Runaway Bus, regia di Val Guest (1954)
- Mad About Men, regia di Ralph Thomas (1954) (non accreditato)
- Aunt Clara, regia di Anthony Kimmins (1954) (non accreditato)
- The March Hare, regia di George More O'Ferrall (1956)
- Bader il pilota (Reach for the Sky), regia di Lewis Gilbert (1956) (non accreditato)
- La pazza eredità (The Smallest Show on Earth), regia di Basil Dearden (1957)
- Just My Luck, regia di John Paddy Carstairs (1957)
- Nudi alla meta (I'm All Right Jack), regia di John Boulting (1959)
- The Day After Tomorrow, regia di Frank Baker (1960) - film tv
- Assassinio sul treno (Murder She Said), regia di George Pollock (1961)
- Mani sulla luna (The Mouse on the Moon), regia di Richard Lester (1963) (non accreditato)
- International Hotel (The V.I.P.s.), regia di Anthony Asquith (1963)
- Assassinio al galoppatoio (Murder at the Gallop), regia di George Pollock (1963)
- Assassinio sul palcoscenico (Murder Most Foul), regia di George Pollock (1964)
- Assassinio a bordo (Murder Ahoy), regia di George Pollock (1964)
- The Stately Ghosts of England, regia di Tom Corbett (1965) - film tv
- Poirot e il caso Amanda (The Alphabet Murders), regia di Frank Tashlin (1965) (non accreditato)
- Arabella, regia di Mauro Bolognini (1967) (non accreditato)

### Televisione
- BBC Sunday-Night Theatre - serie TV, 1 episodio (1950)
- The Buccaneers - serie TV, 1 episodio (1957)
- ITV Play of the Week - serie TV, 1 episodio (1960)
- Thirty-Minute Theatre - serie TV, 1 episodio (1973)

## Doppiatori italiani
- Gino Baghetti in Assassinio sul treno, Assassinio al galoppatoio, Assassinio sul palcoscenico, Assassinio a bordo